# Калмыков, Вячеслав Николаевич
Вячеслав Николаевич Калмыков (род. 1939) — советский и российский учёный-металлург, доктор технических наук, профессор.
Автор свыше 250 научных публикаций, в том числе нескольких монографий, имеет авторские свидетельства на изобретения и патенты.

## Биография
Родился 21 октября 1939 года в поселке Чистое Дмитриевского района Курской области.

### Образование
После средней школы окончил в 1958 году магнитогорское ПТУ № 4 по специальности «машинист сложных дорожных строительных машин».
В 1963 году окончил Магнитогорский горно-металлургический институт (МГМИ, ныне Магнитогорский государственный технический университет) по специальности «разработка месторождений полезных ископаемых». В 1972 году в этом же вузе защитил кандидатскую диссертацию на тему «Исследование устойчивости искусственной потолочины при разработке крутопадающих месторождений камерными системами». В 1995 году в Москве в Институте проблем комплексного освоения недр Российской Академии наук защитил докторскую диссертацию на тему «Обоснование параметров выемки запасов прикарьерных зон системами разработки с закладкой». В 1996 году Калмыкову было присвоено ученое звание профессора.

### Деятельность
В 1958—1960 годах работал в Управлении механизации треста «Магнитострой»; с 1964 года — в Управлении буровзрывных работ треста «Южуралспецстрой» (город Миасс Челябинской области), где прошёл ступени мастера, старшего мастера и прораба.
С 1968 года Вячеслав Калмыков работает в МГМИ. Начинал с должности инженера научно-исследовательского сектора, был аспирантом.
С 1972 года работает на кафедре «Подземная разработка месторождений полезных ископаемых», пройдя должности от ассистента до заведующего кафедрой подземной разработки месторождений полезных ископаемых (с 1993 года) и декана факультета горных технологий и транспорта (с 1996 по 2006 годы). Руководил аспирантурой, подготовил ряд кандидатов наук. Руководит лабораторией МГТУ по закладке выработанного пространства.
Занимался вопросами комбинированной разработки крутопадающих месторождений. Эта технология применяется в добыче руды на Бурибаевском, Гайском, Учалинском горно-обогатительных и Башкирском медно-серном комбинате. Участвовал в разработке концепции развития сырьевой базы Магнитогорского металлургического комбината.
Председатель диссертационного совета МГТУ по защите докторских диссертаций. Член совета учебно-методического объединения по горным специальностям (Москва) и член экспертного совета ВАК РФ. Является академическим советником Южно-Уральского отделения Российской инженерной академии. Член редакционной коллегии издания «Горный журнал. Известия вузов» (Екатеринбург).

## Заслуги
- Почетный работник высшего профессионального образования РФ (2001).
- Лауреат премии Правительства РФ в области науки и техники (2002), Лауреат премии губернатора Челябинской области (2002).
- Награждён медалью ордена «За заслуги перед Отечеством» II степени (2004).
- Обладатель грантов Минобразования РФ (1997–2000), РФФИ (2001–2002, 2003–2004), Федеральная целевая программа (2009–2011), Программа стратегического развития (2012–2013).[5]